# Фокшан Василь
Васи́ль Фо́кшан (* 11 листопада 1919, Стецева — ?, Мельбурн, Австралія) — діяч ОУНз та ЗП-Середовища УГВР.

## Життєпис
Юнаком стає членом ОУН; проводив освітню діяльність з молоддю сусідніх сіл. 1940 року арештований НКВС, відбував заслання на Далекому Сході.
Проходив штрафну службу в робочому батальйоні Червоної Армії, з початком війни 1941 року потрапляє в німецький полон, з якого втік.
Був насильно змобілізований до праці при німецькій частині, знову втік, переховувався у Відні. На еміґрації мешкає у Австралії, в Мельборні. Був одним із засновників кооперативи «Дністер», брав активну участь у житті української громади, власник «Висилкової книгарні».
Працював фотографом для пластового видавництва в журналі «Юнак». Як і його земляк, Святослав Василько, працював представником майже усіх українських видань та газет на еміґрації. Також займався фінансуванням деяких книжкових видань.
У Мельборні існує посмертна «Фундація Василя і Стефи Фокшанів», котра допомагає українським студіям в австралійському Університеті імені Монаша.
Похований на українській ділянці цвинтаря у Мельборні.